# هفت سخن آخر عیسی

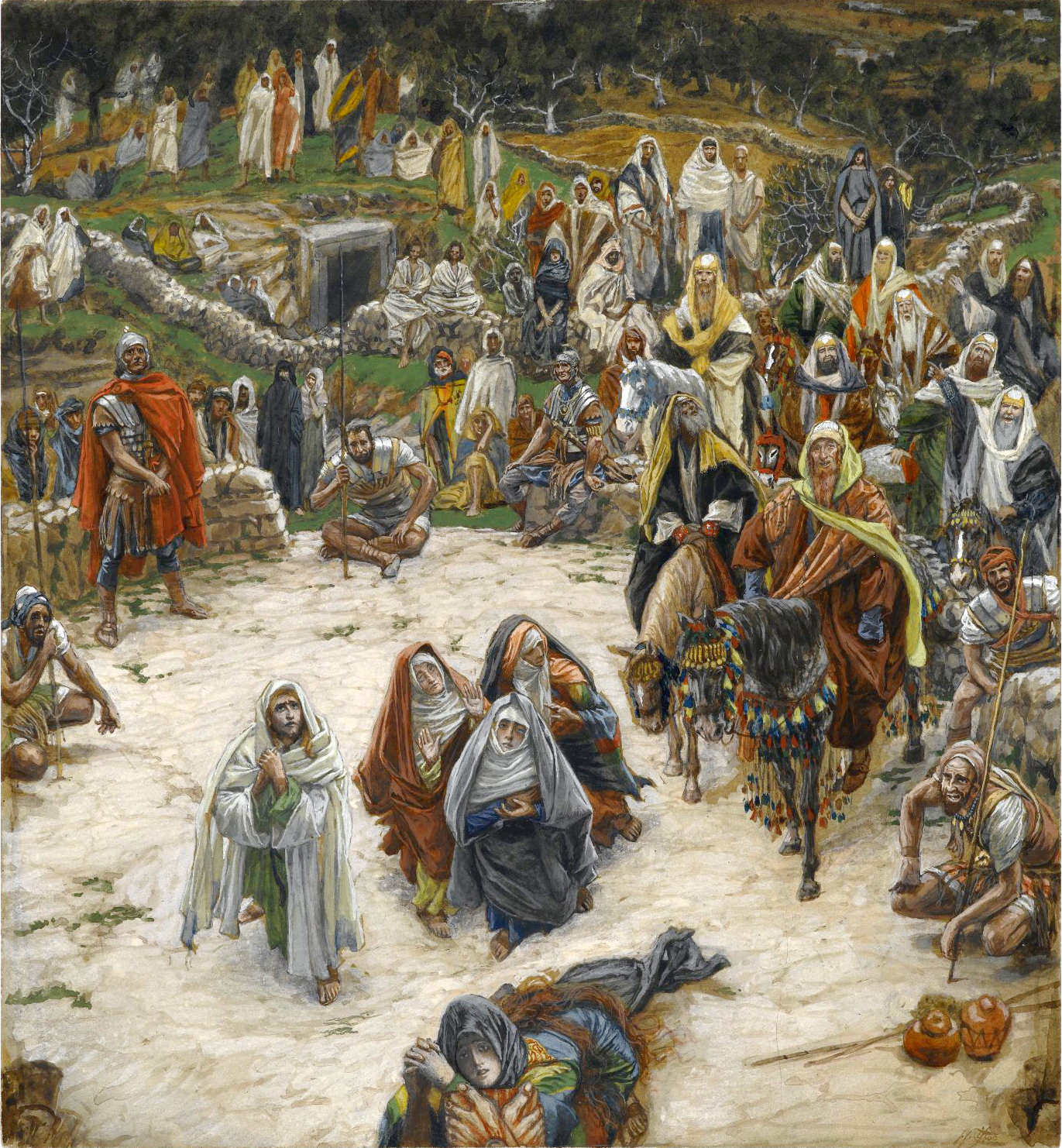
مصلوب شده، نظاره از روی سلیب اثر جیمز تیسوت، ۱۸۹۰ میلادی

هفت سخن آخر عیسی یا گفته‌های عیسی بر روی صلیب هفت عبارت است که بر پایه کتاب مقدس، عیسی در زمان مصلوب شدنش بیان کرده‌است. به‌طور سنتی، برای اشاره به این هفت عبارت کوتاه از «هفت کلمه» استفاده می‌شود، این هفت عبارت از انجیل‌های چهارگانه گردآوری شده‌اند. سه عبارت تنها در انجیل لوقا و سه عبارت دیگر تنها در انجیل یوحنا و مابقی در انجیل‌های مرقس و متی مشترک است. در مرقس و متی عیسی برای خدا اشک می‌ریزد، در لوقا قاتلانش را می‌بخشد، به دزد اطمینان می‌دهد توبه‌اش پذیرفته شده و روح خودش را به خدا می‌سپارد. در یوحنا با مادرش صحبت می‌کند، می‌گوید که تشنه است و پایان زندگی زمینی‌اش را اعلام می‌کند.
1. لوقا ۳۴:۲۳: پدر، آن‌ها را ببخش نمی دانند چه میکنند.
2. لوقا ۴۶:۲۳: حقیقتاً، من امروز به تو می‌گویم، امروز تو با من در بهشت خواهی بود.
3. یوحنا ۱۹:۲۶–۲۷: به مادرش بانو، اینک پسرت، به شاگردی که دوست می داشت اینک مادرت
4. متی ۲۷:۴۶ و مرقس ۱۵:۳۴: خدای من، خدای من، چرا من را وا گذاشتی؟
5. یوحنا ۱۹:۲۸:  تشنه‌ام.
6. یوحنا ۱۹:۳۰: به اتمام رسید
7. لوقا ۲۳:۴۶: ای پدر روح خود را به دستان تو  می‌سپارم.

به‌طور سنتی این هفت عبارت مختصراً با هفت کلمه نشان داده می‌شود: ۱-  بخشش ۲- نجات ۳- توجه و مراقبت ۴- دلهره و اضطراب ۵- رنج و عذاب ۶- پیروزی و ۷- تجدید دیدار